# Sqwoz Bab
Мара́т Фирду́сович Минга́зов (тат. Марат Фирдус улы Мингазов; род. 21 ноября 1994, Йошкар-Ола), более известный под псевдонимом Sqwoz Bab (рус. Сквозь Баб) — российский камеди рэпер.

## Биография
Родился в обычной татарской рабочей семье. С юных лет занимался КВН, в старших классах школы был кадетом по направлению «наркоконтроль».
Первые тексты Марат начал писать в 13 лет. В 2012 году вместе с другом Игорем Царегородцевым основали группу Sqwoz Bab, когда они учились в 11 классе. Друзья вместе поступили в Московский педагогический государственный университет на филологический факультет осваивать профессию учителя русского языка и литературы.
В 2015 году Игорь ушёл из группы, Марат продолжил писать песни и в том же году вышел его первый сольный трек «Карманный казах», который стал локальным хитом.
С лета 2015 до начала 2017 года творческая деятельность Марата протекает за занавесом: он писал песни, параллельно увлекался графическим дизайном, основал с товарищем бренд одежды Фаталист. Увлёкшись развитием паблика «Фаталист» и производством одежды, Марат на пятом курсе университета ушёл в академический отпуск, из которого в дальнейшем не вернулся.
В 2017 году Sqwoz Bab выпустил 6 треков и анонсировал выход первого альбома «Pussy sultan», который вышел в январе 2018 года. Марат презентовал его на двух концертах в городах Ковров и Москва.
После выхода альбома, Марата заметили рэп-артисты (The Chemodan, Kyivstoner, Big Russian Boss), которые пригласили его выступать на разогреве своих концертов. С Big Russian Boss и Kyivstoner Марат позже записал совместные песни.
13 ноября 2018 года Марат выпустил клип с участием Kyivstoner на трек «Грабим Пятёрочку». В первые сутки клип на YouTube набрал более 100 тысяч просмотров.
В декабре 2018 года Марат принял участие в треке «Дисс Псов» для программы «Вечерний Ургант» совместно с Джараховым, Витей АК, Иваном Ургантом и «Славой КПСС», приуроченного к скандалу вокруг поведения Анастасии Волочковой.
В конце 2018 года вышел трек и клип на песню «Ебеня». Основой песни и пути, который проделывает герой в клипе, легла личная история Марата.
В марте 2019 года Sqwoz Bab выпустил трек «Татарский богатырь». Второй альбом под названием Turbo был выпущен в апреле 2019 года. Хип-хоп-портал The Flow поместил альбом на 46 строчку «50 отечественных альбомов 2019».
Помимо концертной деятельности, Марат продолжил выпускать клипы за клипами: за 2019 год вышли три экранизации к песням: «Чувство такта», «Шашлычки», «Адлер». Последний трек вошёл в новый альбом Марата «Body language», релиз которого состоялся в июне 2020 года.
Альбом «Body language», набравший за сутки миллионы прослушиваний и превзошедший успехи предыдущего альбома «Turbo», включил в себя ранее выпущенный трек «Zidane» — совместная работа с другом Ильёй Бурковым (Дети Rave), треки «Кусь» и «Ой». На резонансную песню «Не бабушка» с альбома «Body language» в августе 2020 года вышел клип.
В сентябре 2020 года вышел совместный трек «Занят» вместе с исполнителем Иваном Ермаковым (ermakov).
Спустя 4 месяца после официального релиза альбома «Body language», неофициальный звук на трек «Ой» завирусился в социальной сети TikTok (на октябрь 2020 года снято более 200 000 видеороликов), что принесло Марату новую волну популярности и 50 позицию в мировом рейтинге Shazam.
9 октября 2020 года вышел официальный клип на трек «Ой».
20 октября у Марата вышел совместный хит «Ауф» с битмейкером The First Station, который до официального релиза попал в ТОП-15 российского чарта Shazam и в ТОП-30 — в Белоруссии и Украине. Через неделю после официального релиза трек «Ауф» закрепился на 1-м месте в ТОП-100 чарта популярный музыки ВКонтакте и BOOM, 2-м месте топа самых популярных песен Shazam.
19 ноября 2021 года вышел пятый студийный альбом FlowJob. Хип-хоп-портал The Flow поместил альбом на 26 строчку «Топ-50 отечественных альбомов 2021».
6 октября 2022 года вместе с Эльдаром Джараховым основал коллектив под названием «2 Boyz No Cap!».
6 октября 2023 Марат представил свой восьмой студийный альбом Out of Bounds.
29 ноября 2024 года выпустил свой дебютный ремикс-альбом, получивший название «Generation Пых». Все 8 новых композиций являются альтернативными версиями вышедшего неделей ранее сингла «Пых-Пых».
21 февраля 2025 года выпустил трек «TOKYO» с премьерой клипа на это же исполнение.
4 апреля 2025 года выпустил трек «BAZA». 

## Дискография

### Студийные альбомы
- 2018 — Pussy sultan
- 2019 — Turbo
- 2020 — Body Language
- 2020 — Ringtone demo final mix 123 dfghfw
- 2021 — Flowjob
- 2022 — Ringtone demo final mix 2
- 2022 — 2 Boyz No Cap (совместно с Джараховым)[41]
- 2023 — Out of Bounds

### Ремикс-альбомы
- 2024 — «Generation Пых-Пых»

### Мини-альбомы
- 2022 — «Записки о любви»

### Синглы

#### В качестве ведущего исполнителя
- 2014 — «Елисей»
- 2015 — «Жизнь в подштанниках»
- 2015 — «Карманный казах»
- 2017 — «Тип кипяток»
- 2017 — «Дрыгай попкой»
- 2017 — «Пухан»
- 2017 — «Алексей Петухов»
- 2017 — «Чистые пруды»
- 2018 — «Большой тур»
- 2018 — «Ася»
- 2018 — «Telegram»
- 2018 — «Тройничок» (совместно с Киевстонером)
- 2018 — «Репост»
- 2018 — «Ебеня»
- 2019 — «КГБ» (совместно с Дети Rave)
- 2019 — «Татарский богатырь»
- 2019 — «Шашлычки»
- 2019 — «Vegan Thug» (совместно с Aum Raa)
- 2019 — «Адлер»
- 2019 — «Кусь»
- 2020 — «Рахат лукум»
- 2020 — «Zidane» (совместно с Дети Rave)
- 2020 — «Stay home boys club»
- 2020 — «Ой»
- 2020 — «Big size» (совместно с Big Russian Boss и Young P&H)
- 2020 — «Занят» (совместно с Ermakov)
- 2020 — «Ауф» (совместно с The First Station)
- 2020 — «Пикачу» (кавер на песню Mia Boyk'и)
- 2020 — «Бывший» (совместно с Хлеб)
- 2021 — «Ламба» (совместно с Роланом)
- 2021 — «Слу4ай»
- 2021 — «Avia» (совместно с Yung Trappa)
- 2021 — «Pussy sultan» (совместно с VIZIT)
- 2021 — «Гватемала» (совместно с Мальбэком)
- 2021 — «Братва на связи» (совместно с GONE.Fludd & blago white)
- 2021 — «Gender»
- 2021 — «Хипихап» (совместно с Джараховым)
- 2021 — «Intro» (вступительная песня к альбому «Flowjob»)
- 2022 — «Big Stacks» (совместно с Lil Glock 420)
- 2022 — «Запрещёнка» (совместно с Джараховым)
- 2022 — «Розовая луна» (совместно с Клавой Кокой и Джараховым)
- 2023 — «Колхозница» (совместно с ALON)
- 2023 — «Пётр 1»
- 2023 — «300»
- 2023 — «Titty Milk»
- 2023 — «Ай»
- 2024 — «Жабий sex»
- 2024 — «Озеро в лесу»
- 2024 — «Karate (OST “Майор гром: игра”)»
- 2024 — «Балтика»
- 2024 — «Пых-Пых»
- 2025 — «Tokyo»
- 2025 — «Baza»
- 2025 — «Колпаки» (совместно с КлоуКомой)

#### В качестве приглашённого исполнителя
| Название                                         | Год  |
| ------------------------------------------------ | ---- |
| «Кайфариат» (Big Russian Boss при уч. Sqwoz Bab) | 2019 |
| «Казантип» (Soda Luv при уч. Sqwoz Bab)          | 2021 |

### Ремиксы
- 2019 — «ЩаЩаЩа» (bbno$ & y2k remix)
- 2021 — «Ой» (MSTR.FREI REMIX)

### Гостевое участие
| Название                           | Год  | Другие исполнители                         | Альбом           |
| ---------------------------------- | ---- | ------------------------------------------ | ---------------- |
| «Навали D&B»                       | 2020 | Дети Rave                                  | Fanat            |
| «Киберспорт [Remix / Bonus Track]» | 2020 | МС Сенечка, Петар Мартич, ALISH, Young P&H | «Звуки»          |
| «Мне так нравится»                 | 2020 | Rozalia                                    | Black Princess   |
| «Трафик F»                         | 2021 | Yung Trappa                                | Forever          |
| «Колхозница»                       | 2023 | Alon                                       | «Колхозница»     |
| «Привет с большого Бодуна»         | 2023 | Различные исполнители                      | «1993% хитов»    |
| «Хали-Гали, паратруппер»           | 2023 | Дима Билан                                 | «VK под шубой 2» |

## Видеография
- 2018 — «Ебеня»
- 2018 — «Грабим пятёрочку»
- 2018 — Джарахов х Витя АК х Ургант х Sqwoz Bab х Слава КПСС — «Дисс псов на Волочкову»
- 2018 — «Ебеня»
- 2019 — «Чувство такта»
- 2019 — «Шашлычки»
- 2019 — «Адлер»
- 2020 — «Рахат лукум»
- 2020 — «Не бабушка»
- 2020 — «Бывший» (совместно с Хлеб)
- 2020 — «Ой»
- 2021 — «Ламба» (совместно с Роланом)
- 2021 — «Братва на связи» (совместно с GONE.Fludd и Blago White)
- 2021 — «Gender»
- 2022 — «Big Stacks» (совместно с Lil Glock 420)
- 2022 — «Запрещёнка» (совместно с Джараховым)
- 2023 — «Колхозница» (совместно с Alon)
- 2023 — «Пётр 1»
- 2024 — «Озеро в лесу»
- 2024 — «Пых-Пых»
- 2025 — «Tokyo»
- 2025 — «Baza»

## Рейтинги
| Год  | Издание     | Рейтинг                                | Работа                  | Место | Прим.  |
| ---- | ----------- | -------------------------------------- | ----------------------- | ----- | ------ |
| 2019 | The Flow    | 50 лучших песен 2019                   | «Мультики 24»           | 34    | [ 42 ] |
| 2019 | The Flow    | Топ-50 отечественных альбомов 2019     | Turbo                   | 46    | [ 15 ] |
| 2020 | Rap.ru      | 20 лучших альбомов в русском рэпе 2020 | Body Language           | 15    | [ 43 ] |
| 2020 | The Flow    | Топ-50 отечественных альбомов 2020     | Body Language           | 11    | [ 44 ] |
| 2020 | Афиша.Daily | 100 лучших песен 2020                  | «Guap»                  | 73    | [ 45 ] |
| 2021 | The Flow    | Топ-50 песен 2021                      | «Персонаж (Серые дома)» | 22    | [ 46 ] |
| 2021 | The Flow    | Топ-50 отечественных альбомов 2021     | FlowJob                 | 44    | [ 34 ] |
| 2021 | Rap.ru      | 20 лучших альбомов в русском рэпе 2021 | FlowJob                 | 18    | [ 47 ] |

## Концертные туры
- 2019 — «Татарский богатырь тур»
- 2021 — «День города» (совместно с Дети Rave)
- 2022 — «День города: Reunion Tour» (совместно с Дети Rave)
- 2024 — «Out Of Bounds Tour»
- 2024-2025 — «Matüre Malai»
- 2025 — «Summer show»